# تومورهای غده هیپوفیز

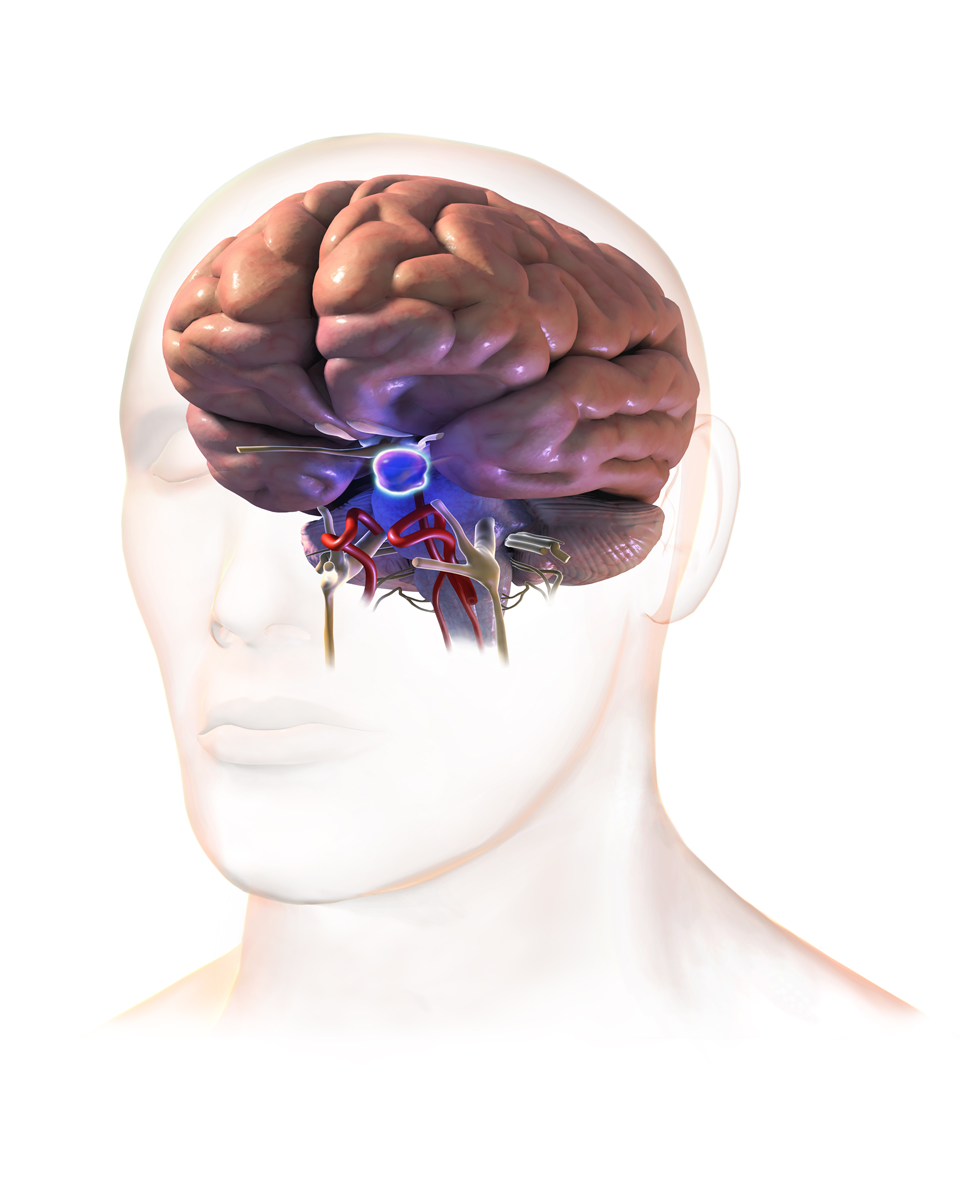
تومور هیپوفیز

هیپوفیز قدامی ترشح تعدادی از هورمون‌ها را بر عهده دارد از جمله:
- هورمون رشد (GH)
- پرولاکتین (PRL)
- هورمون محرکه تیروئید (TSH)
- آدرنوکورتیکوتروپین (ACTH)
- هورمون محرکه فولیکولی (FSH)
- هورمون لوتئینه کننده (LH)
- هورمون تحریک کننده ملانوسیت (در انسان ساخته نمی‌شود)[۱]

تومورهای به وجود آمده در چنین بافت غده‌ای به عنوان آدنوم شناخته می‌شوند. هیپوفیز بافت غده‌ای بسیاری دارد و رایج‌ترین نوع تومور آدنوم در آن دیده می‌شود. اکثر تومورهای هیپوفیز خوش‌خیم هستند و پتانسیل ایجاد تومور بدخیم در آن ناچیز است. این تومورها ممکن است بسته به نوع ترشحی بودن یا نبودن و پتانسیل رشد تومور، علایمی نیز داشته باشند.

تومور ترشحی هیپوفیز است بر روی مقدار ترشح یک یا برخی از هورمون‌های هیپوفیز تأثیر بگذارد.

شایع‌ترین تومورها تومور هورمون رشد (منجر به آکرومگالی) و پرولاکتین (منجر به هایپرپرولاکتینمی) هستند.
سی تی اسکن، MRI و روش‌های دیگر تصویربرداری برای تعیین اندازه (و جدیت تومورها)، رشد در طول زمان از گزینه‌های درمانی مهم هستند.
اکثر تومورهای هیپوفیز خوش‌خیم هستند اما به دلیل موقعیت نزدیک به ساختارهای مهم مغز، کاملاً جدی می‌باشند.
درمان شامل:
- بروموکریپتین
- عمل جراحی برای برداشتن تومور
- فرسایش تومور توسط پرتو درمانی